# Cartman Gets an Anal Probe
"Cartman Gets an Anal Probe" er første afsnit af den animerede tv-serie South Park. Den blev sendt første gang i USA på Comedy Central den 13. august 1997. Afsnittet introducerer hovedpersonerne i serien, børnene Eric, Kyle, Stan, Wendy og Kenny, der forsøger at redde Ike, Kyles bror, fra at blive bortført af rumvæsner. Da afsnittet blev skrevet havde South Parks bagmænd, Trey Parker og Matt Stone endnu ikke en kontrakt med Comedy Central, og Parker har senere udtalt at de følte sig "presset" til at leve op til de internet-kortfilm der først gjorde dem populære. Med næsten ingen penge, animerede duoen afsnittet ved hjælp af pap-udklip og stop motion teknikker. Derfor er "Cartman Gets an Anal Probe" den hidtil eneste South Park-episode der er animeret uden brug af computerteknologi.
Som en del af reaktionen mod kulturkrigene i 1980'erne og 1990'erne i USA, er South Park med vilje provokerende. Meget af dets humor, og fra "Cartman Gets an Anal Probe", kommer fra sammenligningen af den barnlige uskyld der ses udadtil og the voldelige, bramfri opførsel fra hovedpersonerne. Afsnittet eksemplificerer også det karnivalske, der inkluderer humor, kropsligt overflod og lingvistiske lege der udfordrer den officielle diskurs og spejlvendingen af de sociale strukturer.
Da afsnittet første gang blev sendt i Canada, blev materiale der var anstødeligt fjernet, men det blev genindsat i de senere visninger af afsnittet. De første anmeldelser var generelt negative, kritikere fremhævede den umotiverede uanstændighed i serien som hån og sammenlignede South Park ufordelagtigt med det, de følte, var de mere komplekse og nuancerede The Simpsons og Beavis and Butthead.

## Plot resumé
Da Kyle, Stan, Kenny og Cartman venter på skolebussen, fortæller Cartman drengene om en drøm han havde den forudgående nat, om at han bliver bortført af rumvæsener. De andre prøver at overbevise ham om at det faktisk skete, men Cartman nægter at tro på dem. Chef standser sin bil og spørger om drengene så rumskibet aftenen før og bekræfter dermed uanende Cartmans "drøm" og fortæller herefter historier om rumvæsner der sætter prober op i endetarmen (hvilket Cartman igennem hele episoden afviser er sket for ham). Efter at Chef forlader dem, samler skolebussen drengene op og de ser i forfærdelse at rumvæsenerne bortfører Kyles lillebroder, Ike. Kyle bruger resten af episoden på at prøve at redde ham.
I skolen begynder Cartman at prutte ild og Kyle prøver uden held at overbeviser sin lærer, Mr. Garrison, om at han skal have lov at forlade klasselokalet og lede efter sin broder. Da Chef finder ud af at Kyles broder er blevet bortført og han ser en maskine komme til syne fra Cartmans bagdel, hjælper han drengene med at flygte fra skolen ved at starte brandalarmen. Da de er udenfor gentager Cartman at hans bortførelsen blot var en drøm, da han pludselig bliver ramt af en stråle, hvorefter han begynder at synge og danse. Snart derefter dukker et rumskib op. Kyle kaster en sten mod det og rumskibet skyder tilbage, hvilket sender Kenny ud på vejen hvor han bliver kørt over en af ko-flok og en politibil, hvilket dræber ham.
Stan og Kyle møder Wendy ved Stark's Pond og hun foreslår at de bruger maskine, der sidder fast inden i Cartman til at kontakte rumvæsenerne. For at lokke dem tilbage binder de Cartman til et træ og næste gang han fiser kommer en 80 fod (24 m) parabol frem fra hans bagende. Rumskibet ankommer og Ike hopper i sikkerhed. I mellemtiden prøver rumvæsenerne at kommunikere med køerne i området, da de mener at det er de mest intelligente væsener på planeten. Cartman bliver igen bortført af rumvæsenerne og tilbageleveret til busstopstedet den efterfølgende dag.